# Ctenognophos serrata
Ctenognophos serrata är en fjärilsart som beskrevs av Bremer 1864. Ctenognophos serrata ingår i släktet Ctenognophos och familjen mätare. Inga underarter finns listade i Catalogue of Life.